# Невахович, Александр Львович
Александр Львович Невахович (1810—1880) — русский писатель

, поэт, драматург и переводчик.

## Биография
Родился в Варшаве. Сын еврейского просветителя, публициста и драматурга Льва Николаевича (Лейба Неваховича) Неваховича. Брат — Михаил Невахович — был карикатуристом; сестра Эмилия Невахович (в замужестве Мечникова, 1814—1879) — мать Л. И. Мечникова и И. И. Мечникова (племянников А. Л. Неваховича).
Получил домашнее образование. В раннем возрасте начал публиковать стихи в «Северной Пчеле», перевёл с французского языка два драматических фарса — «Гусман д’Альфараш» (1829) и «Поэзия любви» (1849), оба были им поставлены в театре и имели успех. Работал секретарём директора Императорских театров А. М. Гедеонова, а затем сменил Р. М. Зотова на посту начальника репертуарной части канцелярии директора Императорских театров (1837). Надворный советник. Вместе с обоими братьями был членом петербургского Общества танцоров поневоле.
Получил известность также как знаток кулинарного искусства. В составе итальянской театральной труппы ездил с женой на гастроли в Константинополь, после чего поселился за границей (1856). Жил во Франции и в Италии.

## Семья
Первым браком был женат на певице Лебедевой. Вторая жена — оперная певица Лаура Ассандри (Корбари; 1815, Вайлате — ?), сопрано, до 1843 года примадонна итальянской оперы в Берлине.
Сын — Лев Александрович Невахович (1833 — 19 декабря 1881), действительный статский советник, посол.
Сын — морской офицер Николай Александрович Невахович (3 ноября 1835 — 21 августа 1901), генерал-лейтенант по адмиралтейству; окончил Морской кадетский корпус, мичман (13 августа 1852), военно-морской агент в Германии (1874—1883), член Комитета по вопросу приобретения самодвижущихся мин Вайтгеда и применению их к судам флота (капитан-лейтенант, 1875), капитан 2-го ранга (1877), капитан 1-го ранга (1881), автор работы «Краткая историческая справка о приготовлении в экспедицию на о. Мадагаскар в 1723 году» // Медицинские прибавления к Морскому сборнику. 1894. Вып. 3. С. 196—198. Его дочь — Варвара Николаевна Невахович (1877 — после 1933), сестра милосердия, с 1918 года — помощник пищевого санврача Хамовнического района Москвы; арестована в 1922 году, отбывала наказание в Соловецком лагере (1922—1925); вторично арестована в 1929 году, в ссылке — в Казахской ССР (1929—1933), похоронена на Введенском кладбище. Его сын — Александр Николаевич Невахович (1896—1943), адвокат, правовед и журналист, выпускник МГУ, в эмиграции во Франции.

## Публикации
- Анри Дюпен, Эжен Скриб. Гусман д'Альфораш, или Голь хитра на выдумки: водевиль в 2-х действиях. / Пер. с фр. А. Л. Неваховича. — СПб., 1829.
- Феликс-Огюст Дювер. Поэзия любви: комедия-водевиль в 2-х действиях. — Пер. с фр. А. Л. Неваховича. — СПб., 1849. — 41 с.